# Pernerstorfergasse
Die Pernerstorfergasse befindet sich seit 1874 im 10. Wiener Gemeindebezirk, Favoriten (zuvor im 4. und 5. Bezirk). Sie wurde 1919 nach dem sozialdemokratischen Politiker Engelbert Pernerstorfer benannt; zuvor hatte sie seit 1864 nach dem Prinzen Eugen von Savoyen, dem Türkenbezwinger, Eugengasse geheißen, wurde aber auch Eugenstraße genannt.

## Lage und Charakteristik
Die Pernerstorfergasse ist eine lange Quergasse in der historischen Siedlung Favoriten, einen Häuserblock nördlich der zu ihr parallelen Quellenstraße, und erstreckt sich von der Gellertgasse (östlich des Amalienbades) im Osten geradlinig bis zur Sonnleithnergasse (nahe dem Evangelischen Matzleinsdorfer Friedhof) im Westen. Sie berührt den Wielandplatz mit seinem Park, quert die Fußgängerzone der Favoritenstraße, wo sie vom Viktor-Adler-Platz bzw. -Markt unterbrochen wird, und die Laxenburger Straße südlich des Straßenbahn-Betriebsbahnhofes.
Die Pernerstorfergasse wird als Einbahnstraße geführt, und zwar von der Gellertgasse bis zur Laxenburger Straße in Richtung Ost-West und von der Laxenburger Straße bis zur Sonnleithnergasse in Richtung West-Ost. Es verkehren hier keine öffentlichen Verkehrsmittel. Die Grundstücke entlang der Gasse sind dicht mit Wohnhäusern verbaut, hauptsächlich vom Ende des 19. Jahrhunderts bis zum Anfang des 20. Jahrhunderts, daneben finden sich noch Gewerbebetriebe. 

## Gebäude
Die Grundstücksnummerierung der Gasse beginnt im Osten bei der Gellertgasse; ungerade Nummern an der südlichen Straßenseite, gerade an der nördlichen, dem Stadtzentrum näheren. Zwischen den Nr. 18 und  20 erstreckt sich der Wielandplatz mit seinem Park, zwischen den Nr. 30 und 32 der Viktor-Adler-Platz mit seinem Markt. Die höchsten Hausnummern sind Ecke Sonnleithnergasse die Nr. 89 und 94.

### Nr. 17: Mosaike
Am Wohnhaus Pernerstorfergasse 17 befinden sich sechs Mosaikbilder, die Szenen aus Fabeln darstellen.

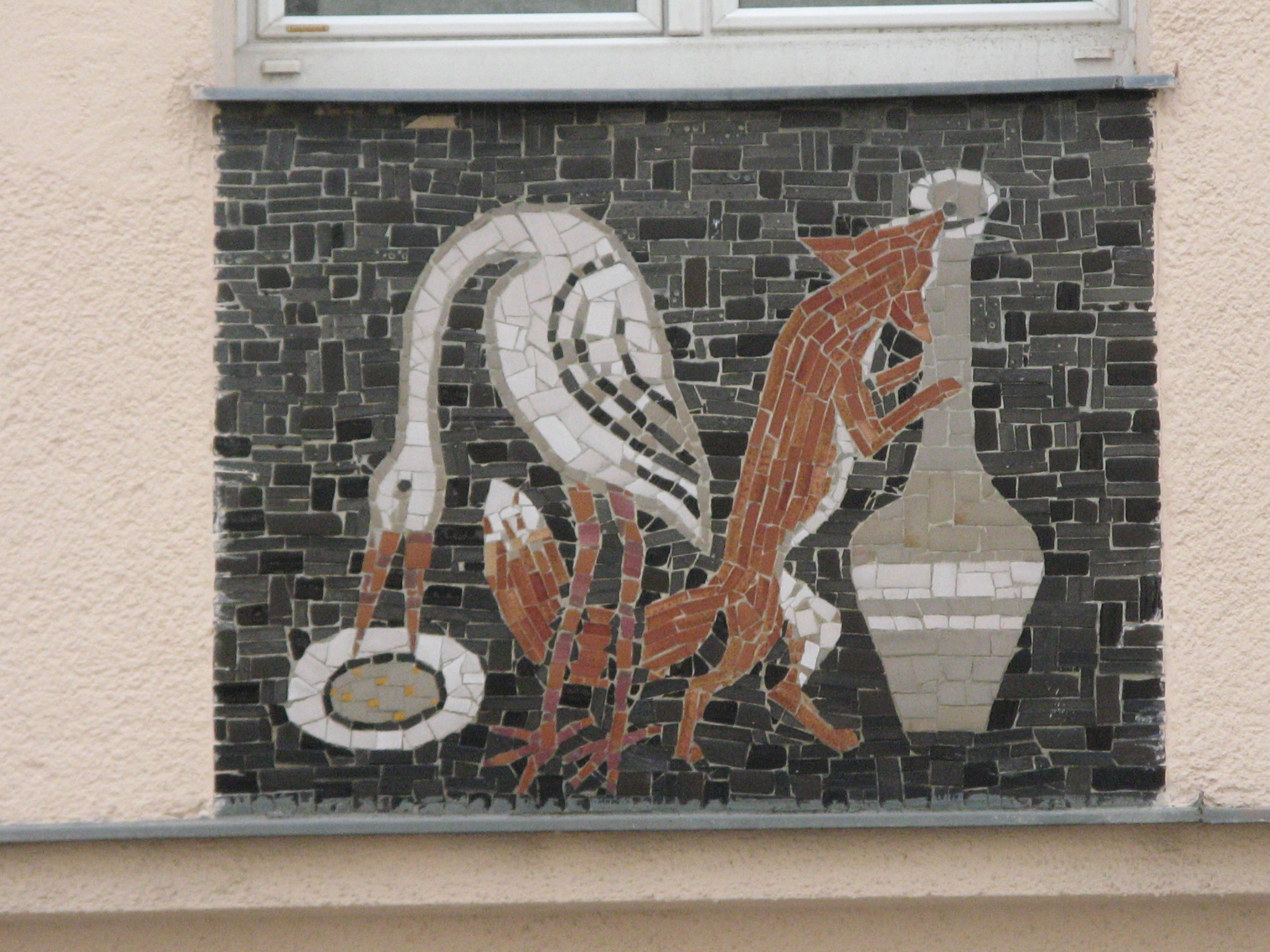
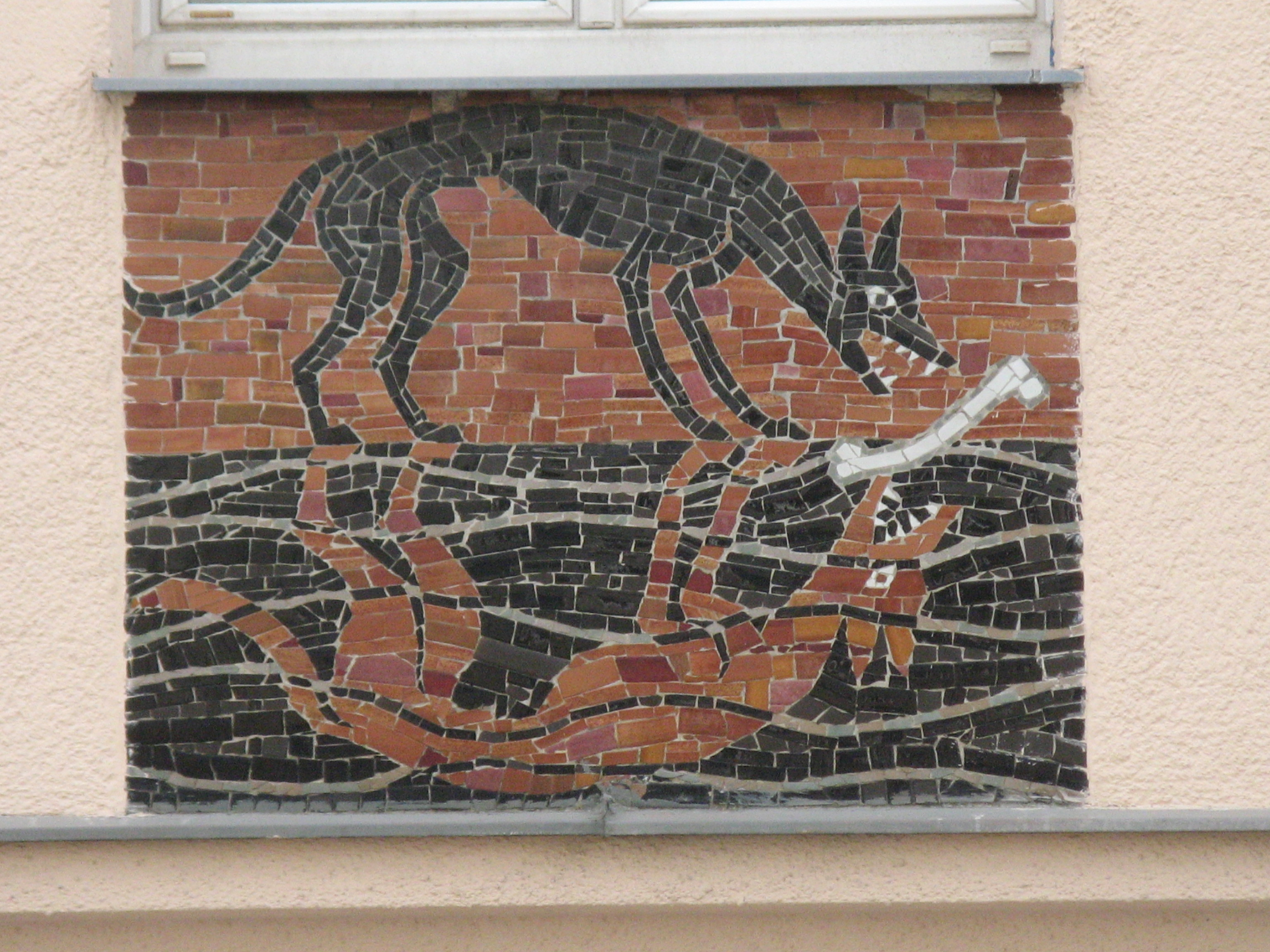
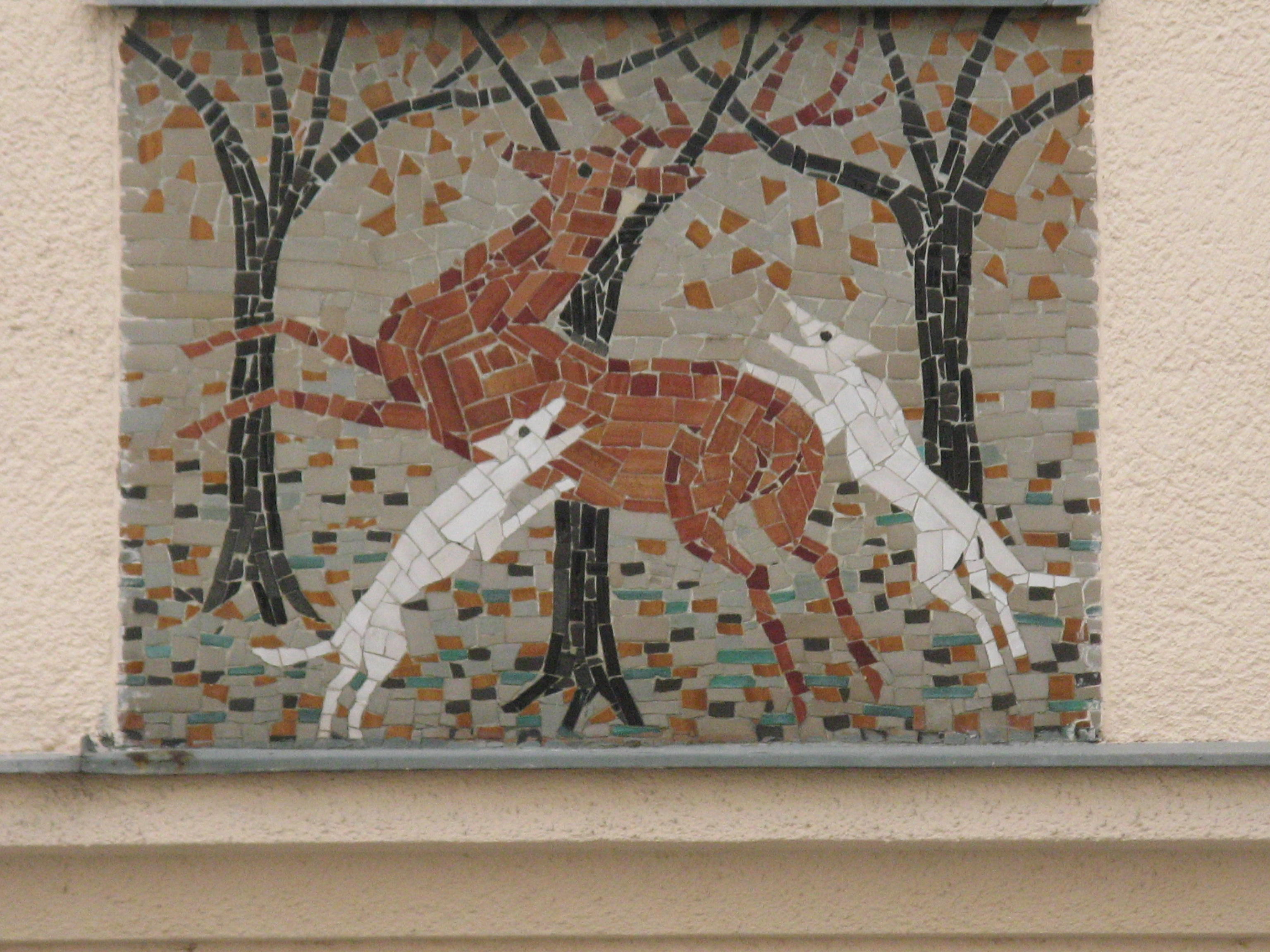
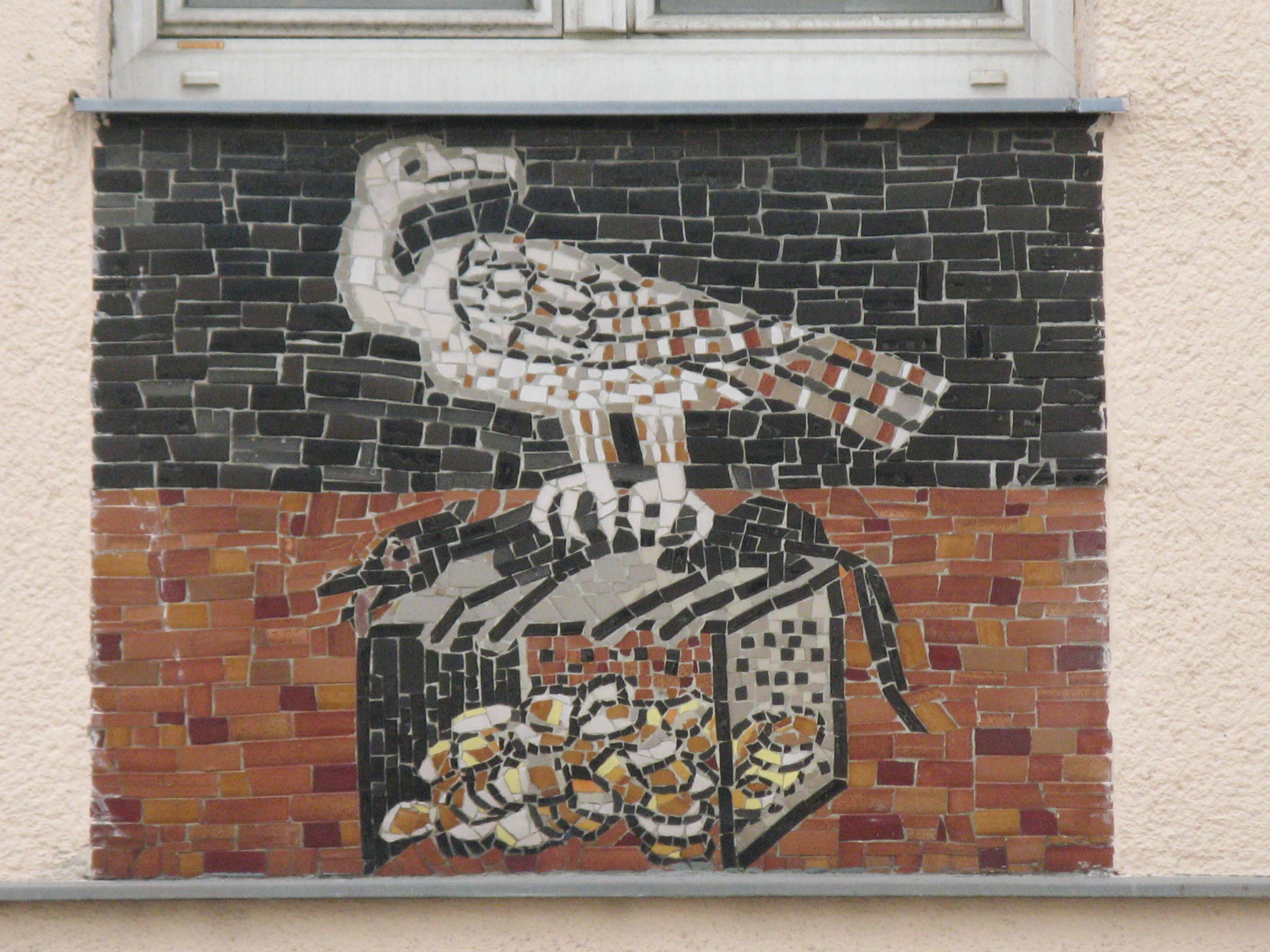
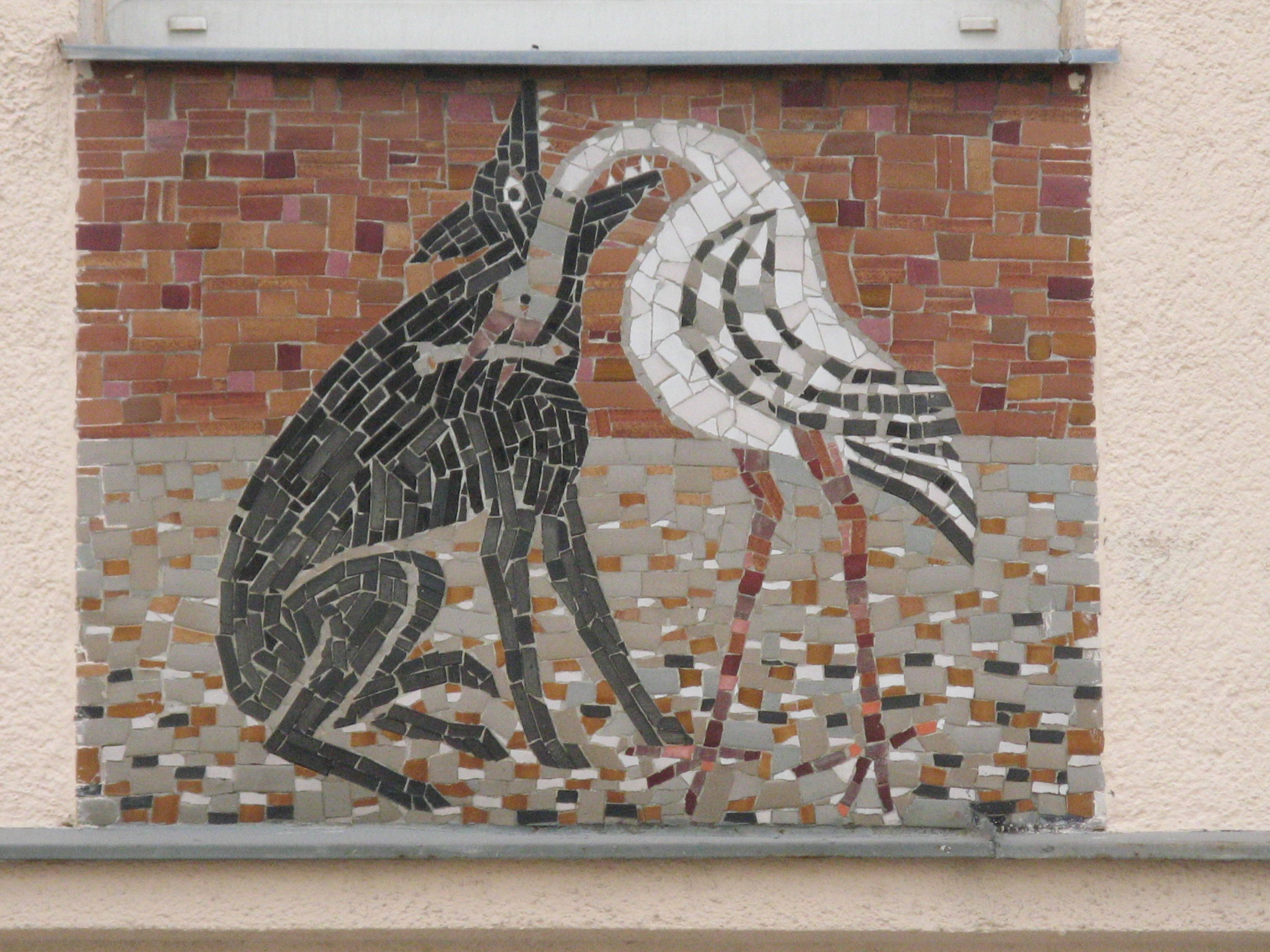
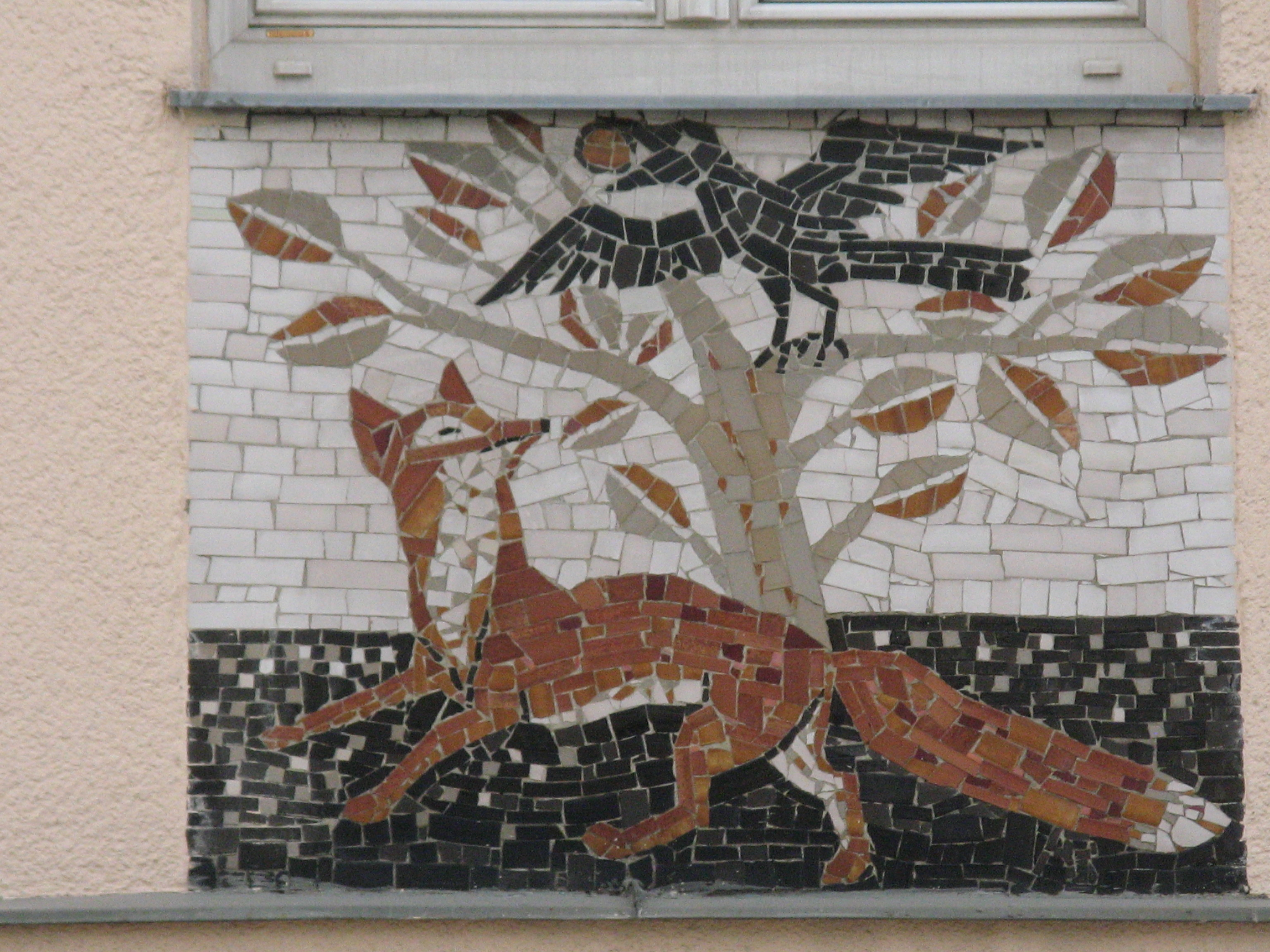

### Nr. 21: Relief Schmied
Am Wohnhaus Nr. 21 befindet sich ein Reliefbild, das einen Schmied darstellt.

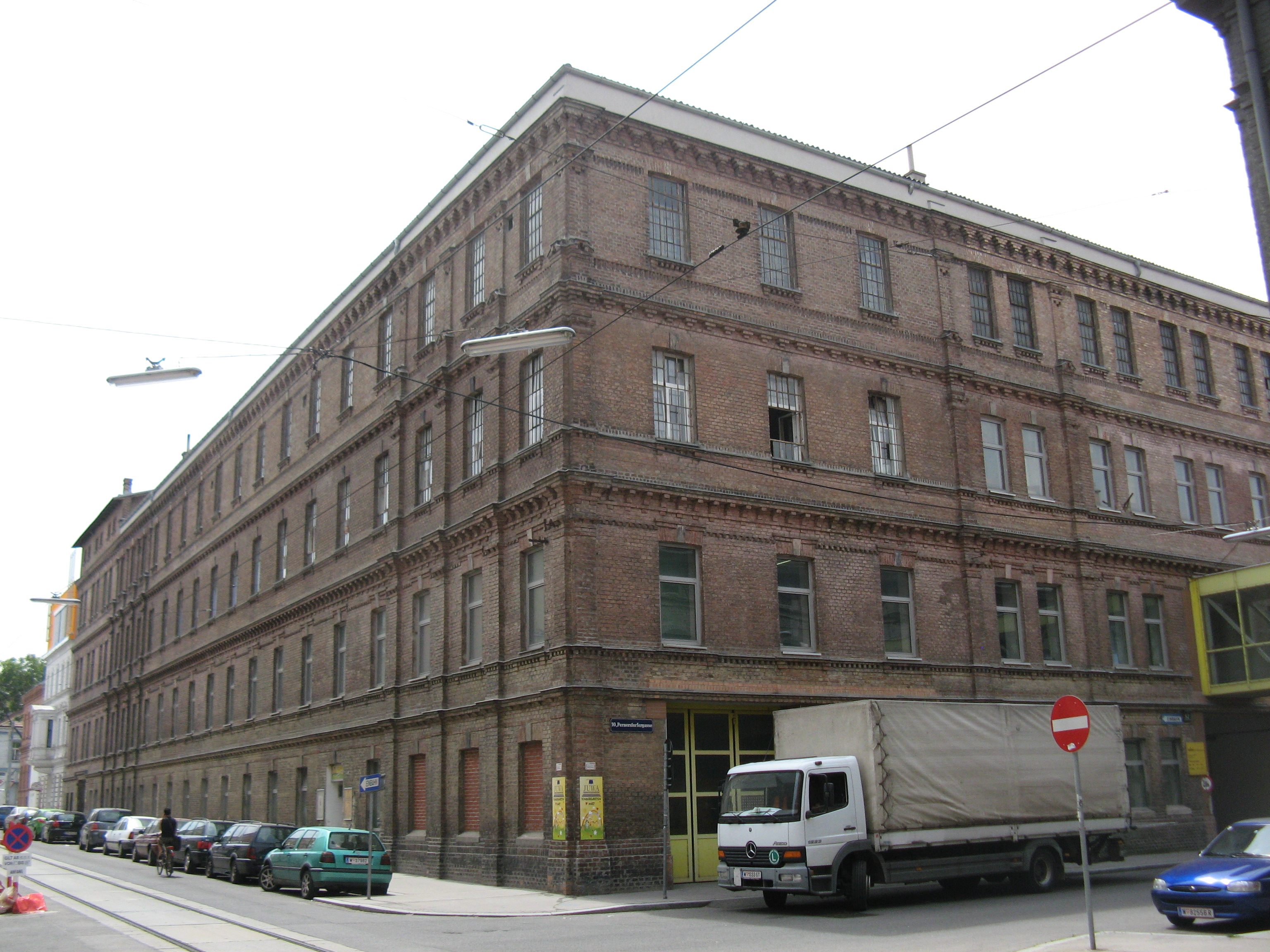
Pernerstorfergasse 57

### Nr. 57: Ehemalige Lampenfabrik
Die ehemalige Lampenfabrik und das Warenhaus wurden ab 1898 von Carl Langhammer erbaut und Anfang des 20. Jahrhunderts erweitert. Zusammen mit der anschließenden ehemaligen Nähmaschinenfabrik in der Leebgasse 34 bilden die Objekte einen einheitlich geschlossenen Fabrikskomplex. Um zwei Höfe ist ein blockhafter viergeschoßiger Bau in Sichtziegelbauweise gruppiert, der von durchlaufenden Gesimsen bestimmt wird. In einem der Höfe ist noch ein Backsteinschlot erhalten.

### Nr. 60: Mosaikpfeiler

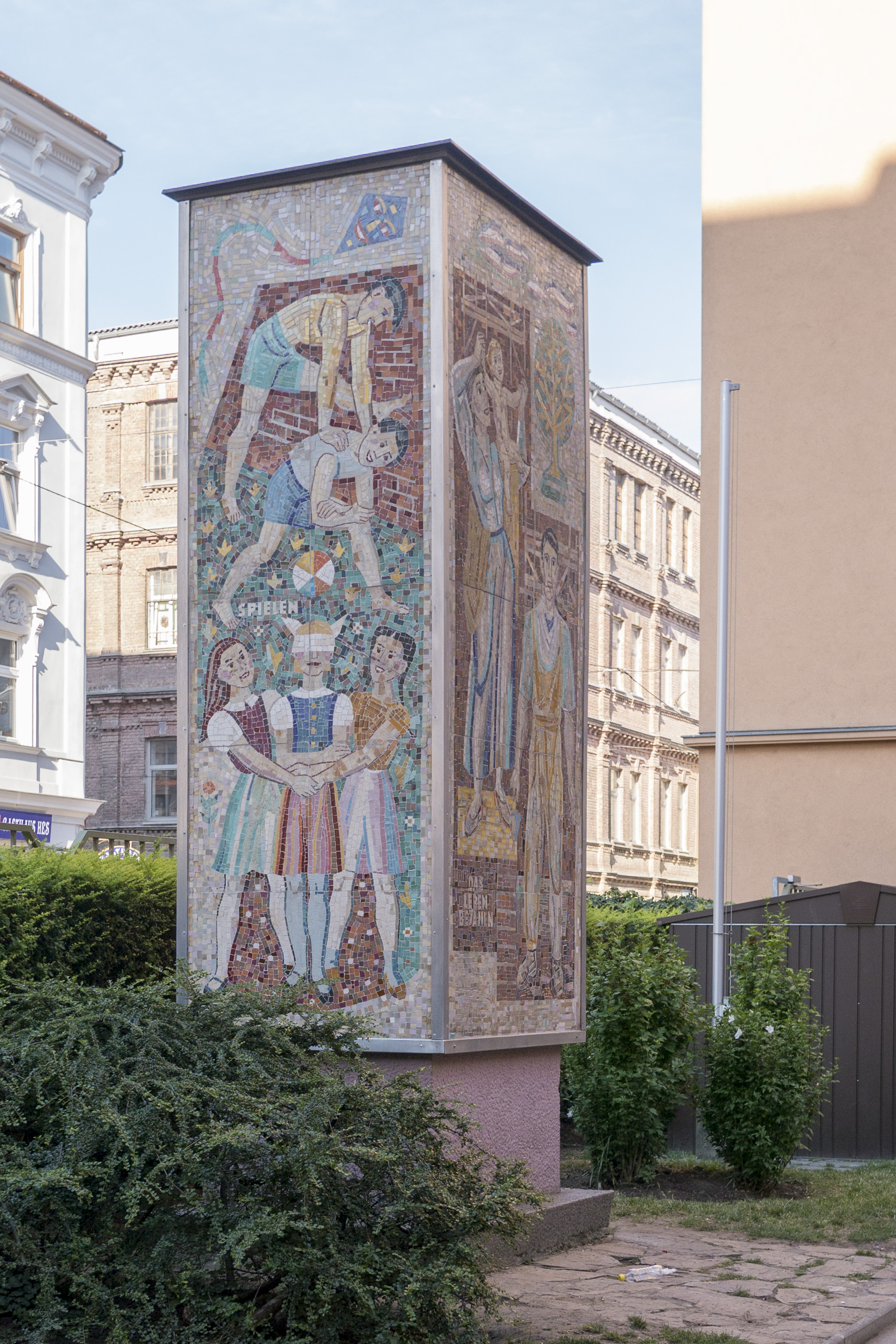
Mosaik "Spielen"

Vor der zur Pernerstorfergasse hin offenen U-förmigen städtischen Wohnhausanlage steht im Hof ein vierseitiger Betonpfeiler mit keramischen Mosaiken von Karl Hauk aus dem Jahr 1953, der unter Denkmalschutz steht. Die dargestellten Szenen auf den vier Seiten tragen die Titel Spielen, Lernen, Einander helfen und Das Leben bejahen. Die Wohnhausanlage selbst wurde 1952–1953 von Rudolf Goder und Rudolf Münch erbaut und umfasst 124 Wohnungen.

### Nr. 79 und 81: Handelsakademie
Das Schulgebäude wurde von 1888 bis 1889 als Werkmeisterschule und spätere Gewerbeschule für Maschinenbau und Elektrotechnik erbaut und 1893 sowie 1906 erweitert. Der Bau ist dreigeschoßig mit Sichtziegeln und Putzgliederung im strenghistoristischen Stil gestaltet. Der denkmalgeschützte Altbau ist Teil der Bundeshandelsakademie und Bundeshandelsschule Favoriten.

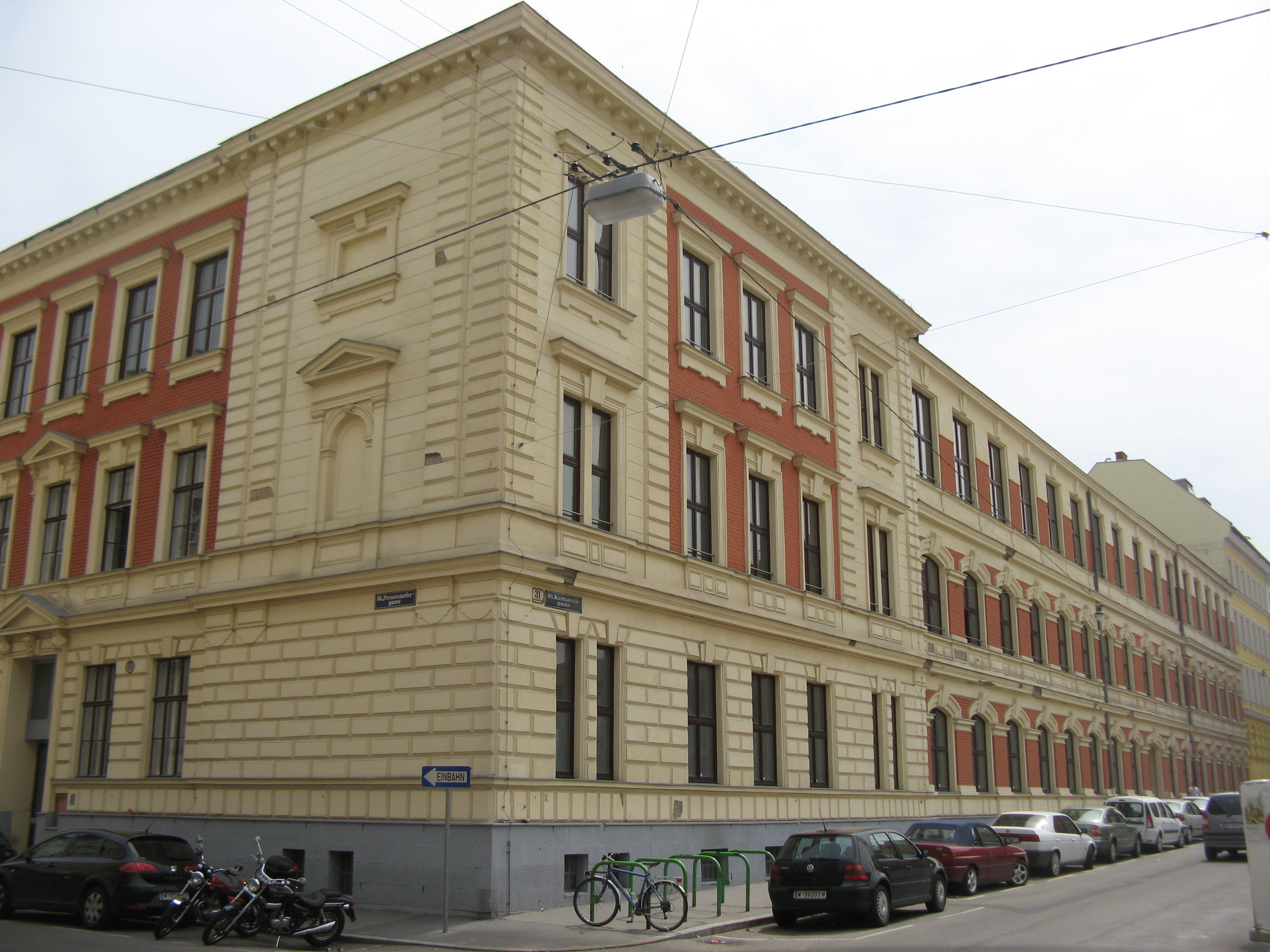
Handelsakademie